# 방콕 항공의 운항 노선
방콕 항공은 다음과 같은 노선을 운항하고 있다.(2012년 11월 기준)

## 운항 노선

### 아시아

#### 동아시아
- 중화인민공화국
  - 광저우 - 광저우 바이윈 국제공항
  - 청두 - 청두 솽류 국제공항
  - 충칭 - 충칭 장베이 국제공항
- 홍콩
  - 홍콩 - 홍콩 첵랍콕 국제공항

#### 동남아시아
- 라오스
  - 비엔티안 - 왓따이 국제공항[2]
  - 루앙 프라방 - 루앙 프라방 국제공항
- 미얀마
  - 네피도 - 네피도 국제공항
  - 양곤 - 양곤 국제공항
  - 만달레이 - 만달레이 국제공항
- 말레이시아
  - 쿠알라룸푸르 - 쿠알라룸푸르 국제공항
- 베트남
  - 다낭 - 다낭 국제공항
- 싱가포르
  - 싱가포르 - 싱가포르 창이 국제공항
- 캄보디아
  - 프놈펜 - 프놈펜 국제공항
  - 시엠립 - 앙코르 국제공항
  - 시아누크빌 - 시아누크빌 국제공항
- 태국
  - 방콕 - 수완나품 국제공항 - 메인 허브
  - 푸껫 - 푸껫 국제공항 - 허브
  - 치앙마이 - 치앙마이 국제공항 - 허브
  - 치앙라이 - 치앙라이 국제공항
  - 파타야 - 우타파오 국제공항
  - 핫야이 - 핫야이 국제공항 - 포커스 시티
  - 끄라비 - 끄라비 국제공항 - 포커스 시티
  - 수코타이 - 수코타이 공항
  - 우돈타니 - 우돈타니 공항
  - 코사무이 - 사무이 공항 - 포커스 시티
  - 후아힌 - 후아힌 공항

#### 남아시아
- 몰디브
  - 말레 - 말레 국제공항
- 방글라데시
  - 다카 - 샤잘랄 국제공항
- 인도
  - 뭄바이 - 차트라파티 시바지 국제공항

## 단항 노선

### 아시아

#### 동아시아
- 중화인민공화국
  - 난징 - 난징 루커우 국제공항
  - 선전 - 선전 바오안 국제공항
  - 시안 - 시안 셴양 국제공항
  - 정저우 - 정저우 신정 국제공항
  - 항저우 - 항저우 샤오산 국제공항
  - 징훙 - 시솽반나 가사 공항
- 마카오
  - 마카오 - 마카오 국제공항
- 일본
  - 오키나와 - 나하 공항
  - 후쿠오카 - 후쿠오카 공항
  - 히로시마 - 히로시마 공항

#### 동남아시아
- 라오스
  - 팍세 - 팍세 국제공항
- 미얀마
  - 바간 - 냥우 공항
- 베트남
  - 호치민 - 떤선녓 국제공항
- 태국
  - 방콕 - 돈므앙 국제공항
  - 나콘랏차시마 - 나콘랏차시마 공항
  - 뜨랏 - 뜨랏 공항
  - 르이 - 르이 공항
  - 수랏타니 - 수랏타니 공항
  - 후아힌 - 후아힌 공항

#### 남아시아
- 인도
  - 방갈로르 - 벵갈루루 국제공항